# 中東歐羊芝士
中東歐羊芝士（波蘭語：Bryndza，語義為芝士）是一種羊芝士，主要產自斯洛伐克，惟羅馬尼亞、摩尔多瓦、波兰、俄罗斯、乌克兰、塞尔维亚、匈牙利與現屬捷克的摩拉維亞的部分地方（摩拉維亞瓦拉幾亞）亦生產之。中東歐羊芝士外觀呈乳白色，著名於其特有的強烈氣味與味道。中東歐羊芝士質地易碎且稍為潮濕。中東歐羊芝士特有的氣味與味道中帶有明顯的丁酸味。中東歐羊芝士整體的味道在一開始時略感溫和，然後變得強烈，最後逐漸變成鹹味。各國製造中東歐羊芝士的食譜略有不同。

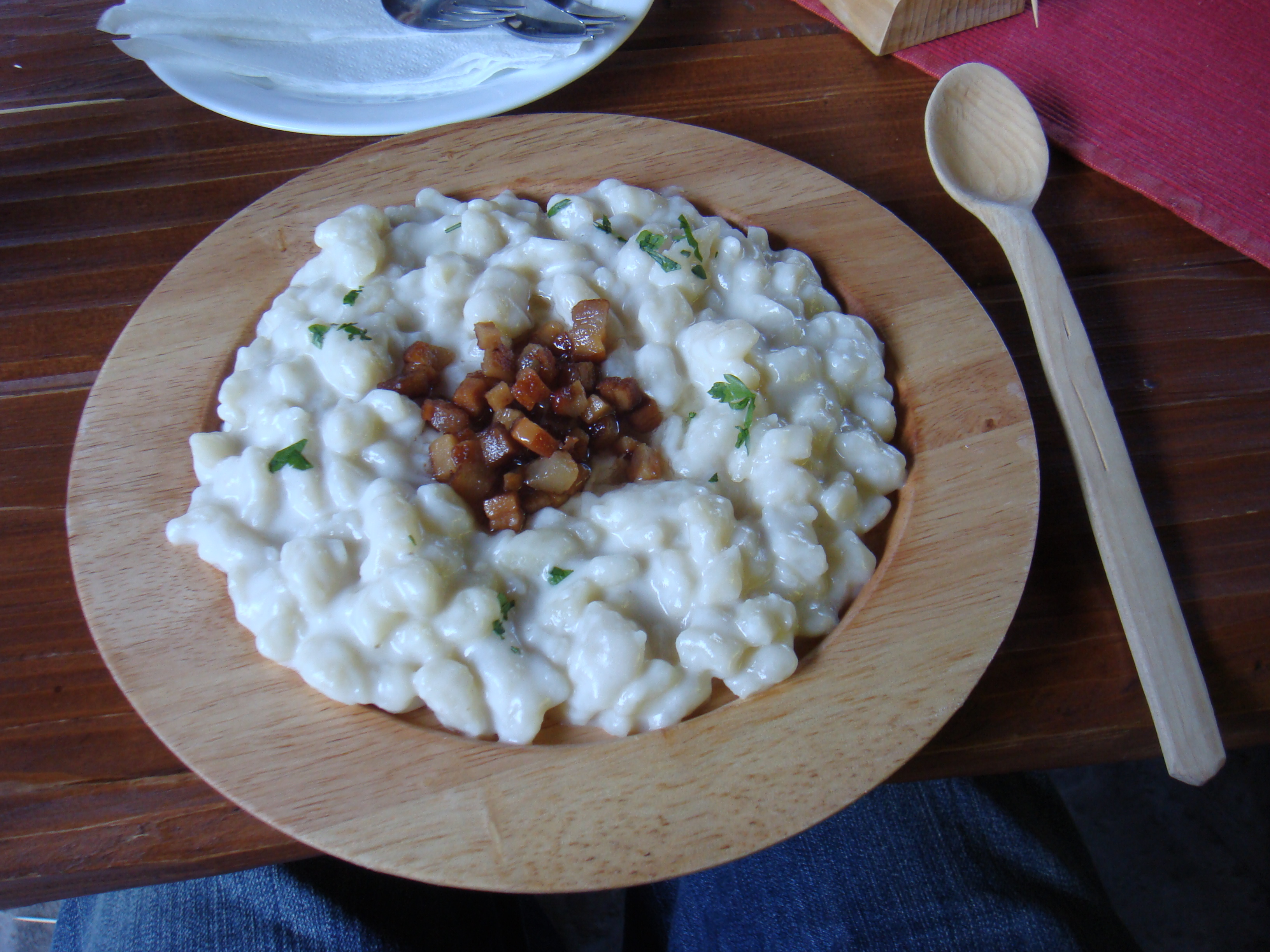
中東歐羊芝士是斯洛伐克國家代表食物羊起司麵疙瘩的主要材料

## 語源
或一詞是羅馬尼亞語中解“芝士”的詞彙的借詞，由弗拉赫人移民引入，於乌克兰與欧洲联盟各成員國均有使用。本身於羅馬尼亞語僅為“芝士”的通用詞，可能為源自達契亞語的羅馬尼亞語詞彙，也可能是阿尔巴尼亚语中解“腸子”的詞彙的借詞，因為最初指於羊胃內與凝乳酶進行化學反應生產的芝士。根據羅馬尼亞語釋義辭典，語源不明。
中東歐羊芝士於匈牙利语稱，於俄语稱，於塞尔维亚语稱，於德语稱，於意第緒語則稱。 

## 歷史
中東歐羊芝士於1370年首次以之名於拉古薩港口獲記載，其時中東歐羊芝士被描述为“弗拉赫芝士”。中東歐羊芝士於1470年與1527年分別在匈牙利王国與鄰近的波蘭波德哈萊首次以之名獲記載。在斯洛伐克，中東歐羊芝士通常被視為斯洛伐克產品，並且是其國家代表食物羊起司麵疙瘩的主要材料。據信，現代質地柔軟且可塗抹的中東歐羊芝士是由斯洛伐克西部舊圖拉的商人在18世紀末發展出來的。

## 產品地理標誌
- 斯洛伐克羊芝士（Slovenská bryndza）於2007年10月4日申請，並於2008年7月16日在歐洲聯盟的《原產地名稱保護與地理标志保护登記冊》中獲登記為“受地理标志保护”的產品。[13]
- 波蘭羊芝士（英语：Bryndza Podhalańska）於2006年9月23日申請，並於2007年6月11日在歐洲聯盟的《原產地名稱保護與地理标志保护登記冊》中獲登記為“受原產地名稱保護”的產品。[14]

## 延伸閲讀
- Ehlers, S.; Hurt, J. . Complete Idiot's Guide to. Alpha Books. 2008: 117  [2016-05-19]. ISBN 978-1-59257-714-9. （原始内容存档于2017-03-08）.